# Pacific Coliseum
Pacific Coliseum je sportovní stadion nacházející se ve Vancouveru v kanadské provincii Britská Kolumbie. Dokončen byl v roce 1968, nachází se v Hastings Parku, na místě kde se každý rok koná veletrh Pacific National Exhibition (PNE). Jeho kapacita činí 16 281 diváků (během hokejových zápasů), své domácí zápasy zde odehrává hokejový klub Vancouver Giants z WHL. Koná se v něm také množství koncertů a jiných akcí.
V minulosti zde sídlil také hokejový klub Vancouver Canucks, a to konkrétně v letech 1968–1970, kdy ještě hrál soutěž WHL a poté v letech 1970–1995, kdy již působil v NHL. Mezi jeho dalších nájemce patřil v letech 1973–1975 hokejový klub Vancouver Blazers z WHA a v sezóně 1994/1995 inline hokejový klub Vancouver Voodoo z RHI. V roce 2017 aréna hostila finále Americké LCS (League of Legends Championship series) mezi Team SoloMid (TSM) a Cloud 9 (C9) - Vítěz TSM 3:2.
Během zimních olympijských her 2010 v něm probíhala zápolení v krasobruslení a v short tracku.